# Azerbajdzsáni Szovjet Szocialista Köztársaság
Az Azerbajdzsáni Szovjet Szocialista Köztársaság (Azerbajdzsáni SZSZK; azeriül: Азәрбајҹан Совет Сосиалист Республикасы, oroszul: Азербайджанская Советская Социалистическая Республика [АзССР], gyakran Szovjet Azerbajdzsán), a Szovjetunió egyik tagállama volt 1922-től annak 1991-es megszűnéséig. Hivatalosan 1920. április 28-án jött létre, amikor a Vörös Hadsereg megszállta az addig független Azerbajdzsáni Demokratikus Köztársaságot. A szovjet köztársaságot két év múlva beolvasztották a Kaukázusontúli SZSZSZK-ba, a Grúz és az Örmény Szovjet Szocialista Köztársasággal együtt.
1922. december 30-án a Kaukázusontúli SZSZSZK az újonnan létrehozott Szovjetunió részévé vált. 1936-ban felbomlott a Kaukázusontúli SZSZSZK, a három tagállama akkor a Szovjetunió teljes jogú tagköztársaságává vált. Az Azerbajdzsán SZSZK új alkotmányát a 9. (rendkívüli) Minden Azeriek Kongresszusán hagyták jóvá 1937. március 14-én. 1991. február 5-én az Azerbajdzsáni SZSZK-t átnevezték Azerbajdzsáni Köztársasággá. 1990. november 29-én Azerbajdzsán belpolitikai önállóságot nyert, majd 1991. augusztus 30-án elnyerte függetlenségét. A független ország a korábbi Azerbajdzsán SZSZK alkotmányát 1995-ig megtartotta, csak ekkor fogadott el a parlament új, demokratikus alkotmányt.

## Nevének eredete
Az "Azerbajdzsán" elnevezés az "Atropátok földje" névből ered, amely a hellenizmus korából ered. A maihoz hasonló név elsőként az Óperzsa Birodalom területi leírásaiban fedezhető fel. Az ország jelenlegi nevét Musavat elnök választotta ki 1918-ban az orosz nevek helyettesítésére. Az "Azerbajdzsán" elnevezés a perzsa Āzarbāydjān (régebben Ādharbāyagān vagy Ādharbādhagān),a közép-perzsa Āturpātākān és az óperzsa Atropatkan elnevezésekből állították össze.
Alapítása óta hivatalosan az Azerbajdzsán Szocialista Szovjet Köztársaság néven volt ismert. Amikor a Kaukázusontúli Szovjet Szövetségi Szocialista Köztársaságot megszüntették, az ország hivatalos elnevezése újra Azerbajdzsáni Szovjet Szocialista Köztársaság lett, amelyet belefoglaltak az 1937-es és az 1978-as alkotmányba is. A függetlenséget követően az elnevezés Azerbajdzsán Köztársaságra (vagy az Azerbajdzsáni Köztársaságra) módosult. A jelenlegi hivatalos elnevezést megtartották az új alkotmány 1995-ös elfogadását követően is.

## Története

### Létrehozása
Az Azerbajdzsáni SZSZK 1920. április 28-án jött létre az Azerbajdzsáni Demokratikus Köztársaság kormányának lemondása és a Mirza Davud és Nariman Narimanov által vezetett helyi bolsevikok hatalomra kerülése után. A bolsevikokat a Vörös Hadsereg 11. szakasza támogatta.
1921. október 13-án Oroszország, Örményország, Azerbajdzsán és Grúzia szovjet köztársaságai megállapodást írtak alá Törökországgal, ma ezt Karszki szerződésként ismerjük. Nahicseván ekkor ASZSZK-ként lett Azerbajdzsán része.
Azerbajdzsán és Örményország határait, a Szovjetunió más köztársaságaihoz hasonlóan, többször is átrajzolták, de egyik fél sem volt elégedett az eredményekkel.

### Kaukázusontúli SZSZSZK
1922. március 12-én Azerbajdzsán, Örményország és a Grúz Szovjet Szocialista Köztársaság vezetői létrehoztak egy szövetséget, amelyet Kaukázusontúli SZSZSZK néven ismer az utókor. Ez volt az első kísérleti egyesülés a szovjet köztársaságok között. A Kaukázusontúli SZSZSZK Tanácsa a három köztársaság – Nariman Narimanov (Azerbajdzsán), Polikarp Mdivani (Grúzia) és Aleksandr Fyodorovich Miasnikyan (Örményország) képviselőiből állt. A Kaukázusontúli Kommunista Párt első titkára Sergo Ordzhonikidze volt.
1922. december 30-án a Kaukázusontúli SZSZSZK a három másik kommunista állammal létrehozták a Szovjet Szocialista Köztársaságok Szövetségét, amely 1991-ig állt fenn. A Kaukázusontúli SZSZSZK létezése azonban nem tartott sokáig, 1936 decemberében az unió megszűnt, amikor az Unió Tanácsának vezetői úgy döntöttek, hogy mivel több kérdésben nem tudnak megállapodásra jutni, megszüntetik az uniót. Azerbajdzsán, Örményország és Grúzia közvetlenül a Szovjetunió köztársaságaivá lettek.

### Gazdaság és foglalkoztatottság
1921 tavaszán általános választást tartottak, amelyen csak kommunisták vehettek részt. Annak érdekében, hogy segítsen az azerbajdzsáni olajiparnak, a Nemzetgazdasági Tanács legfelsőbb tanácsa ugyanabban az évben úgy döntött, hogy fokozza az új olajmezők kitermelését, mint amilyeneket Ilyich-öbölben, Qara-Chukhur, Lok-Batan és a Kala mellett fedeztek fel. 1929-ben egy nagy kolhoz mozgalom alakult ki, amely Azerbajdzsánt a Szovjetunió második legnagyobb teatermelő köztársaságává tette Grúzia után. 1931. március 31-én az Azerbajdzsáni SZSZK olajtermelése a teljes szovjet olajtermelés több mint 60%-át szolgáltatta. 1935. március 15-én a köztársaság a 15. évfordulójának ünneplésekor Lenin-rendeket adományoztak. A második ötéves terv befejezésekor Azerbajdzsán ipara a harmadik legerősebb lett a Szovjetunión belül, amit a hatalmas beruházási igénynek köszönhetett.

### Második világháború
Az 1939. szeptember 17-től 1941. június 21-ig tartó időszakban a náci Németország és a Szovjetunió között fennálló megnemtámadási szerződés viszonylag normalizálta a kereskedelmi kapcsolatot a két ország között. Németország az Azerbajdzsán Szovjet Szocialista Köztársaságban kitermelt olaj legnagyobb felvásárlója volt.
Ez megváltozott, amikor Németország megtámadta a Szovjetuniót 1941. június 22-én. A szovjet-német háború első évében az Azerbajdzsánban termelt 23,5 millió tonna olaj az olajipar egész történelmének rekordja. 1941 végére több ezer azerbajdzsáni csatlakozott a Népi Önkéntes Hadtesthez. A mobilizáció az élet minden területét, különösen az olajipart érintette. Egy héttel a harcok megkezdése után az olajtársaságok maguk is kezdeményezték, hogy munkájukat 12 órás műszakra terjesszék ki, a szabadnap, az ünnepnapok és munkaszünet eltörlését a háború végéig. Baku ezután Hitler 1942-es Fall Blau hadműveletének elsődleges stratégiai célja lett. Ez a támadás azonban sikertelen volt. A német hadsereg elérte a Kaukázus hegyeit, de ezzel egyidejűleg a sztálingrádi csatában vereséget szenvedtek, így visszavonulásra kényszerültek és elhagyták a térséget. 1942-ben Azerbajdzsán ismét a szovjet hadsereg második legnagyobb tea-ellátójává vált. A Szovjetunió Legfelsőbb Tanácsának 1942 februárjában elfogadott rendelete szerint az azerbajdzsáni olajiparban dolgozó több mint 500 munkavállaló és alkalmazott kemény munkáját elismerve kitüntetéseket és emlékérméket adományoztak. A háború alatt a Szovjet Hadseregbe becslések szerint 600 000 azeri lépett be, közöttük 290 000-en haltak meg a csatamezőn.

### A háború után
Az azerbajdzsáni határra nagy változással volt 1941 nyarán az iráni Azerbajdzsán szovjet megszállására. A szovjet katonai jelenléte az Araksz folyótól délre a pán-azerbajdzsáni nacionalizmus újjáélesztéséhez vezetett. A szovjet megszállás idején az azerbajdzsáni irodalmi nyelv újjáéledt, amely felváltotta a perzsát. Az orosz írók, újságírók és tanárok támogatták az azeri nyelv terjesztését. 1945 novemberében, szovjet támogatással, autonóm "Azerbajdzsáni Népi Kormány" jött létre Tebrizben Jafar Pishevari, az Azerbajdzsáni Demokratikus Párt vezetésével. Azerbajdzsáni világi kulturális intézmények működése és az oktatás az egész iráni Azerbajdzsánban virágzott. Felütötte fejét az a feltételezés, hogy a két Azerbajdzsán szovjet ellenőrzés alatt egyesüljön. Az iráni Azerbajdzsán kérdése a hidegháború első konfliktusává vált, és a nyugati hatalmak nyomása alatt a szovjet hadsereg kénytelen volt visszavonulni. Az iráni kormány 1946 végéig visszaszerezte az egész iráni Azerbajdzsánt, a Demokratikus Párt vezetői a Szovjetunióba menekültek. Jafar Pishevari, akiben Sztálin sohasem bízott meg, hamarosan titokzatos körülmények között halt meg.

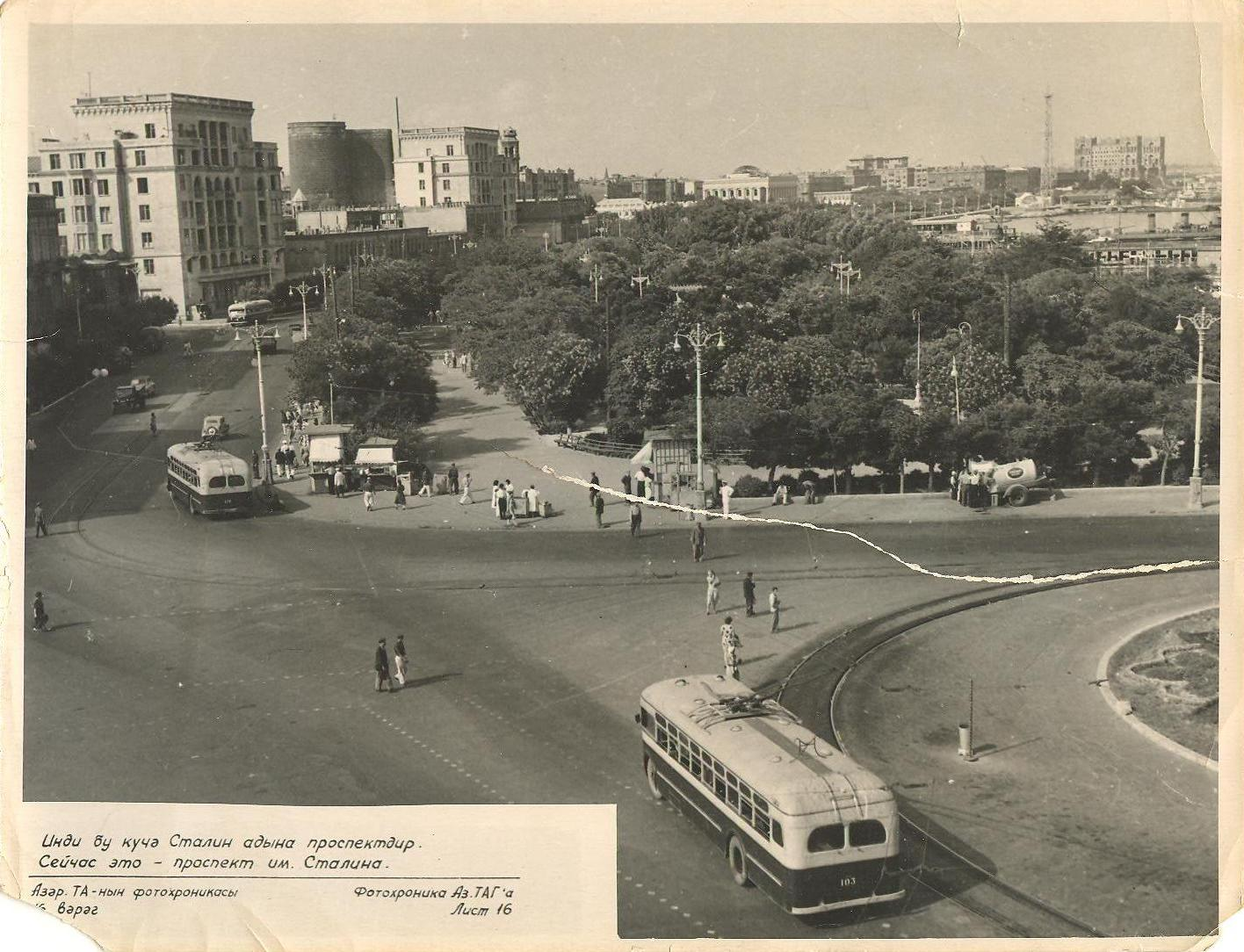
Baku az 1950-es években

Azerbajdzsán első offshore olajmezője az 1950-es évek elején nyitotta meg kapuit. A desztalinizáció és az 1950-es évek után történt javulás politikái az azerbajdzsáni lakosok jobb oktatási és jóléti szintjét eredményezték. Ez egybeesett a gyors urbanizáció és iparosítás időszakával is. A változás ezen időszakában az új iszlámellenes vezetés visszatért az oroszországi politikához, azzal a céllal, hogy a Szovjetunió összes népét egy új, monolitikus szovjet nemzetben egyesítsék.

### Rendszerváltás
Az 1960-as években a szovjet rendszer strukturális válságának jelei mutatkoztak. Azerbajdzsán kulcsfontosságú olajipara elvesztette viszonylagos jelentőségét a szovjet gazdaságban, részben az olajtermelésnek a Szovjetunió más régiói felé történő előremozdítása miatt, részben pedig a felszínről elérhető, ismert olajforrások kimerülésének köszönhetően, az offshore termelés nem volt tekinthető költséghatékonynak. Ennek eredményeképpen Azerbajdzsán ipari fejlődése volt a legalacsonyabb a szovjet köztársaságok között, kivéve Tádzsikisztánt. Az etnikai feszültségek különösen az örmények és az azeriek között mélyültek el, de ezt a diktatúra palástolni tudta. A növekvő strukturális válság megállításának érdekében a moszkvai kormány 1969-ben Heidar Alijevot nevezte ki az Azerbajdzsáni Kommunista Párt első titkárává. Alijev politikája átmenetileg javított a gazdasági feltételeken, és előmozdította az alternatív iparágakat, mint például a gyapottermelést és a textilipart. Szintén megszilárdult a köztársaság uralkodó elitének a hatalma, amely szinte teljes egészében az etnikai azeriekből állt, ezáltal visszaszorította az oroszo korábbi tendenciáit. 1982-ben Alijev lett a moszkvai követség tagja a kommunista párt döntése alapján. 1987-ben, amikor a peresztrojkát végrehajtották, a konzervatív politikai csoport kénytelen volt kiegyezni Mihail Gorbacsovval, habár ellenezték a reformpolitikát.
Az 1980-as évek végén, a Gorbacsov-korszakban a kaukázusi növekvő zűrzavart a hegyi-karabahi kérdés jellemezte, de később a többi népcsoport között is felszakadtak a békés együttélés feltételei. Az etnikai viszály rávilágított a Kommunista Párt lassú reakcióképességére, a glasznoszty szellemében kezdtek megjelenni független kiadványok és politikai szervezetek. E szervezetek közül messze a legjelentősebb az Azerbajdzsán Népi Frontja (PFA) volt, amely már 1989 ősze előtt készen állt a Kommunista Párttól átvenni a hatalmat. Hamarosan megkezdődött a Szovjetunió felbomlása, amelynek a PFA volt az egyik legfontosabb vezetője.

Azerbajdzsán új zászlaja 1991-től

A zavargások csúcspontja a Vörös Hadsereg megtorló akciója volt, amelynek célja a függetlenségi törekvések leverése volt. A hadsereg 1990 január 20-án Bakubán legalább 132 tüntető állampolgárt ölt meg.
Azerbajdzsánban megtartott uniós népszavazáson, hogy megőrizzék az uniót egy másik formában, a válaszadók 93,3%-os arányban támogatták a referendumot míg szomszédja Örményország bojkottálta azt. Nahicseván kormánytanácsa bejelentette, hogy nem vesznek részt a népszavazáson. Az eredményeket előzetesen ismerték, mivel a szavazás tipikusan szovjet típusú volt. Az azerbajdzsáni népszavazás eredménytelenségét az ellenzéki pártok azzal támasztották alá, hogy a választásra jogosultak mindössze 15%-a vett részt a népszavazáson.
A szovjet szocialista köztársaságok uniójának létrehozása az augusztusi puccs után érvényét vesztette, létrejött a Független Államok Közössége. Azerbajdzsán 1991. október 18-án kiáltotta ki függetlenségét, a Szovjetunió pedig december 25-én megszűnt. Azerbajdzsánt csak 1993-ban vették fel a FÁK-ba. A nahicseváni összetűzések háborúba torkolltak, amely egészen 1994-ig tartottak, akkor is csak egy tűzszünet állította le a további vérontásokat. A tűzszünet érvénybe lépése után nem történt békekötés a felek között. Azerbajdzsán kommunista alkotmányát csak 1995-ben változtatták meg, egy népszavazást követően.

## Kormányzat
1920. április 28-án az Ideiglenes Forradalmi Bizottság átvette a hatalmat az országban, majd átnevezte magát Népbiztosok Tanácsának, amely az ország kormányává vált ezzel az aktussal.
Az Azerbajdzsáni SZSZK alkotmányát a Minden Azeriek Kongresszusán, 1921-ben elfogadták. Az Azerbajdzsáni Forradalmi Bizottságot megszüntették, és a Központi Végrehajtó Bizottságot legfőbb törvényhozó testületnek választották.
Az Azerbajdzsáni SZSZK új, 1937-es alkotmánya szerint a jogalkotó testületet új hivatal váltotta fel. A Központi Végrehajtó Bizottság helyébe a Legfelsőbb Szovjet lépett.

### Államfők

#### A Központi Végrehajtó Bizottság elnökei
- Mukhtar Gajiyev (1921–1922)
- Samed Aliyev (1922–1929)
- Gazanfar Musabekov (1929–1931)
- Sultan Medjid Efendiev (1932–1937)
- Mir Bashir Kasumov (1937–1938)

#### A Legfelsőbb Szovjet Elnöki Tanács elnökei
- Mir Teymur Yaqubov (1938)
- Mir Bashir Kasumov (1938–1949)
- Nazar Geydarov (1949–1954)
- Mirza Ibrahimov (1954–1958)
- Mustafa Topchubashov (1955–1958)
- Abdulla Bayramov (1958)
- Gazanfar Jafarli (1958–1959)
- Ilyas Abdullayev (1958–1959)
- Saftar Jafarov (1959–1961)
- Ali Tagi-zade (1959–1963)
- Mammad Isgandarov (1961–1969)
- Mammad Dadashzade (1963–1967)
- Gurban Khalilov (1969–1985)
- Suleyman Rustam (1985-1989)
- Elmira Gafarova (1990–1992)

#### Elnökök
- Ayaz Mutalibov (1991–1992)
- Abulfaz Aliyev (1992–1993)

### Védelmi rendszer

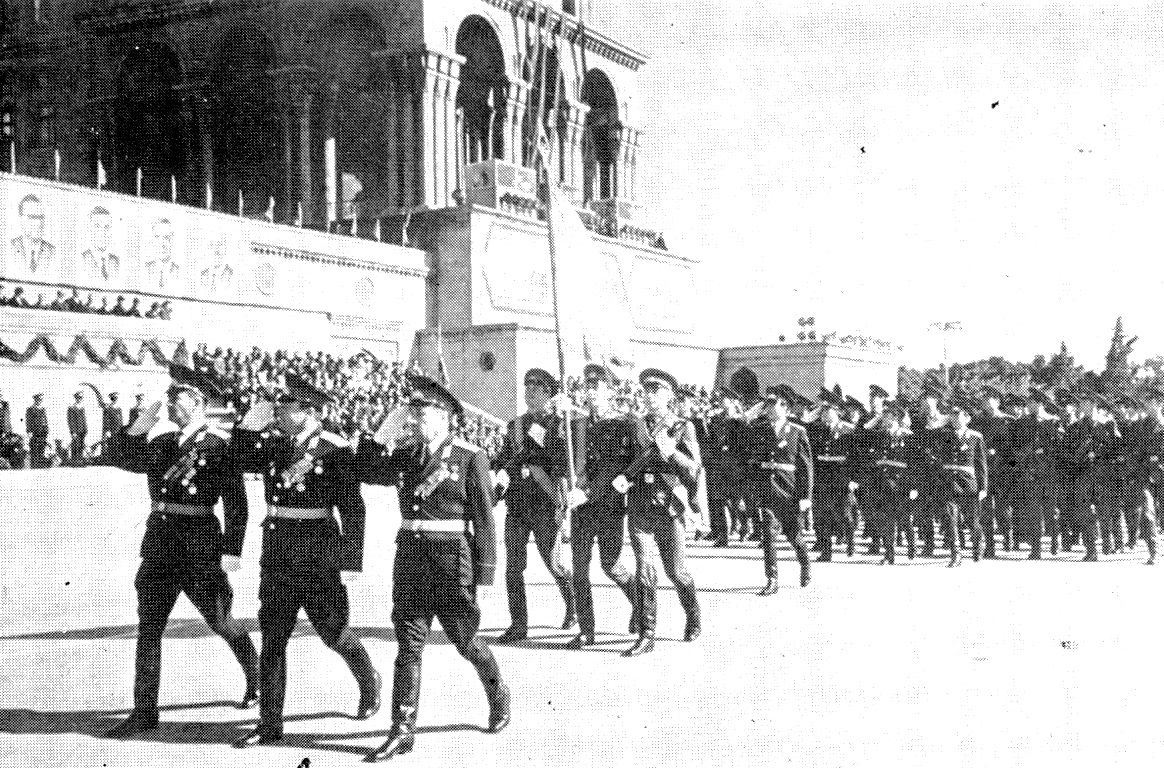
Katonai felvonulás a Lenin téren 1970 októberében

Az egykori Szovjetunió katonai struktúrája alatt Azerbajdzsánban, röviddel a függetlenség elfogadása előtt, több mint 60 000 szovjet katonai állomásozott, a haderők, légierő, légvédelmi erők és haditengerészet egységében. Azerbajdzsánban a földi erők elsődleges képviselője a Kaukázusontúli Katonai Körzet szervezetébe tartozó 4. hadsereg volt, amelynek parancsnoksága Bakuban volt. A 4. hadsereg gerincét négy gépesített hadosztály alkotta: a 23. (Ganja), a 295. (Lenkaran), a 60. (Baku) és a 75. (Nahicseván) gépesített hadosztályok. A tüzér, rakétatüzér, csapatrepülő, híradós és egyéb speciális alakulatok a hadseregparancsnoság közvetlen alárendeltségébe tartoztak. Azerbajdzsánban az egyetlen földi erők kiképzési intézménye a bakui Kombinált Fegyverparancsnoksági Osztály volt. A hadsereg 1990-ben 384 harckocsival, 773 páncélozott szállító harcjárművel, 13 harci és 10 szállító helikopterrel rendelkezett.

## Gazdaság
Azerbajdzsánnak van a kaukázusi térség legnagyobb mezőgazdasági területe, a teljes terület 54,9 százalékát vonják be a termelésbe. 2007 elején a hasznosított mezőgazdasági terület 4 755 100 hektár volt. Ugyanebben az évben a termelt faanyagok összesen 136 millió m³-t tettek ki. Azerbajdzsán fő mezőgazdasági növényei közé tartoznak a kerti és szubtrópusi növények, zöldségek, szőlők, gyapot, gyógynövények, gabona, burgonya, cukorrépa és dohány. Az állatállomány, a tej- és hústermékek, a bor és a szeszes italok szintén fontos exportált termékek. A kaszpi-tengeri gazdasági ágazatát a sókitermelés és a beluga halászata tette ki. 2002-ben Azerbajdzsán 54 kereskedelmi hajóval rendelkezett, melynek többségét 1991 előtt építették.

## Fordítás
Ez a szócikk részben vagy egészben  az   Azerbaijan Soviet Socialist Republic című angol Wikipédia-szócikk ezen változatának fordításán alapul.  Az eredeti cikk szerkesztőit annak laptörténete sorolja fel. Ez a jelzés csupán a megfogalmazás eredetét és a szerzői jogokat jelzi, nem szolgál a cikkben szereplő információk forrásmegjelöléseként.